# Drozdowiec
Drozdowiec – wieś w Polsce, położona w województwie kujawsko-pomorskim, w powiecie lipnowskim, w gminie Lipno.
W latach 1975–1998 wieś należała administracyjnie do województwa włocławskiego.